# Epiphragma cynotis
Epiphragma cynotis är en tvåvingeart som beskrevs av Alexander 1946. Epiphragma cynotis ingår i släktet Epiphragma och familjen småharkrankar.
Artens utbredningsområde är Peru. Inga underarter finns listade i Catalogue of Life.